# Nino Sanzogno
Nino Sanzogno (Venise, 13 avril 1911 – Milan, 4 mai 1983) était un chef d'orchestre et compositeur italien.

## Biographie
Sanzogno étudie le violon et le piano au Liceo Musicale de Venise, puis la direction d'orchestre à Vienne avec Hermann Scherchen. Il débute comme chef avec l'ensemble Gruppo Strumentale, qu'il dirige en concert dans toute l'Italie ainsi qu'en tournée en Europe. Il est alors nommé chef permanent de La Fenice à Venise en 1937, et peu après de l'orchestre symphonique de la RAI de Milan. Il débute à La Scala en 1939.

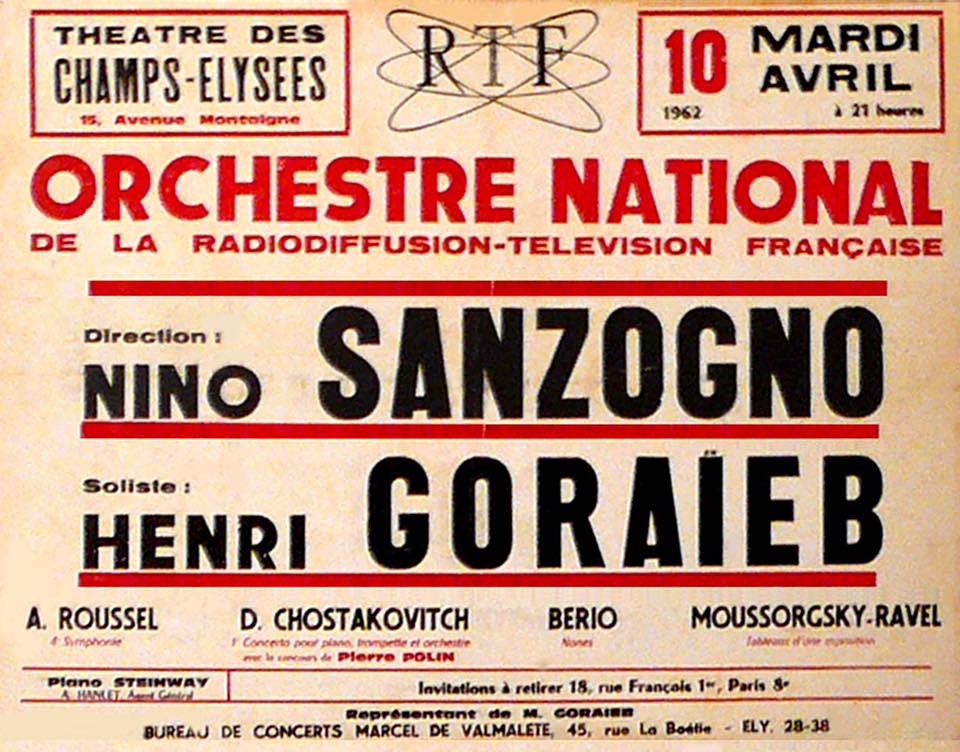
Affiche de concert avec Henri Goraieb et l’orchestre de l’ORTF en 1962.

Il se spécialise d'abord dans le répertoire contemporain, dirigeant à La Scala de nombreuses premières locales, notamment David de Darius Milhaud, Dialogues des Carmélites de Francis Poulenc, Lady Macbeth du district de Mtsensk de Dimitri Chostakovitch, Lulu de Alban Berg, A Midsummer Night's Dream de Benjamin Britten, alors qu'à l'étranger, notamment en Angleterre, il introduit plusieurs ouvrages de compositeurs italiens, tels Gian Francesco Malipiero, Luigi Dallapiccola, Ildebrando Pizzetti.
Parallèlement, il inaugure la Piccola Scala en 1955, et participe à de nombreuses reprises d'œuvres du XVIIIe siècle, de compositeurs tels Piccinni, Paisiello, Cimarosa. Il parait avec cette troupe au Festival d'Édimbourg en 1957.
Il a également laissé quelques compositions, incluant deux poèmes symphoniques I quattro cavalieri del'Apocalisse (1930) et Vanitas (1931), ainsi que des concertos pour différents instruments.
Sanzogno était admiré pour sa discipline et sa précision, ainsi que son élégance.

## Discographie sélective
- Il matrimonio segreto - EMI, 1956
- Lucia di Lammermoor - RICORDI, 1959
- Rigoletto - DECCA, 1961

## Sources
- Harold Rosenthal, John Warrack, Roland Mancini et Jean-Jacques Rouveroux, Guide de l'opéra, Paris, Fayard, coll. « Les indispensables de la musique », 1995, 968 p. (ISBN 978-2-213-59567-2)